# Тяжёлая атлетика на летней Спартакиаде народов СССР 1971
Соревнования по тяжёлой атлетике на V летней Спартакиаде народов СССР прошли с 16 по 24 июля 1971 года во Дворце тяжёлой атлетики ЦСКА в Москве. В рамках этого турнира был также проведён 46-й чемпионат СССР. 202 участника из команд всех союзных республик, Москвы и Ленинграда были разделены на 9 весовых категорий и соревновались в троеборье (жим, рывок и толчок).

## Медалисты
| Категория                       | Золото                                            | Золото                           | Серебро                                                     | Серебро                          | Бронза                                                     | Бронза                           |
| До 52 кг (наилегчайший вес)     | Адам Гнатов «Локомотив» Украинская ССР (Львов)    | 327,5 кг (115 + 87,5 + 125)      | Владимир Сметанин «Спартак» РСФСР (Свердловск)              | 320 кг (100 + 95 + 125)          | Александр Берлезов «Динамо» РСФСР (Волгоград)              | 315 кг (102,5 + 87,5 + 125)      |
| До 56 кг (легчайший вес)        | Геннадий Четин «Зенит» РСФСР (Пермская область)   | 375 кг (120 + 110 + 145)         | Владимир Аникин Вооружённые Силы Латвийская ССР (Рига)      | 357,5 кг (110 + 107,5 + 140)     | Рафаил Беленков «Спартак» Белорусская ССР (Минск)          | 357,5 кг (122,5 + 100 + 135)     |
| До 60 кг (полулёгкий вес)       | Дито Шанидзе «Гантиади» Грузинская ССР (Тбилиси)  | 390 кг (122,5 + 120 + 147,5)     | Николай Варава «Авангард» Украинская ССР (Ворошиловград)    | 380 кг (125 + 110 + 145)         | Эркин Каримов «Буревестник» Узбекская ССР (Ташкент)        | 377,5 кг (125 + 107,5 + 145)     |
| До 67,5 кг (лёгкий вес)         | Мухарбий Киржинов Вооружённые Силы Москва         | 435 кг (140 + 125 + 170)         | Пётр Король «Динамо» Украинская ССР (Львов)                 | 432,5 кг (135 + 127,5 + 170)     | Владимир Дрекслер «Енбек» Казахская ССР (Алма-Ата)         | 430 кг (152,5 + 117,5 + 160)     |
| До 75 кг (полусредний вес)      | Владимир Каныгин «Спартак» РСФСР (Благовещенск)   | 460 кг (152,5 + 140 + 167,5)     | Валентин Михайлов «Авангард» Украинская ССР (Ворошиловград) | 455 кг (150 + 127,5 + 177,5)     | Александр Галкин «Спартак» Украинская ССР (Донецк)         | 455 кг (150 + 130 + 175)         |
| До 82,5 кг (средний вес)        | Геннадий Иванченко «Динамо» Латвийская ССР (Рига) | 500 кг (170 + 147,5 + 182,5)     | Борис Селицкий «Локомотив» Ленинград                        | 495 кг (165 + 145 + 185)         | Борис Павлов «Спартак» Украинская ССР (Донецк)             | 490 кг (165 + 140 + 185)         |
| До 90 кг (полутяжёлый вес)      | Василий Колотов «Труд» РСФСР (Первоуральск)       | 537,5 кг (177,5 + 162,5 + 197,5) | Давид Ригерт «Труд» РСФСР (Шахты)                           | 535 кг (175 + 165 + 195)         | Сергей Полторацкий «Даугава» Латвийская ССР (Рига)         | 520 кг (170 + 155 + 195)         |
| До 110 кг (тяжёлый вес)         | Юрий Козин «Динамо» Москва                        | 567,5 кг (197,5 + 157,5 + 212,5) | Павел Первушин Вооружённые Силы Ленинград                   | 560 кг (185 + 170 + 205)         | Юрий Яблоновский «Авангард» Украинская ССР (Ворошиловград) | 552,5 кг (187,5 + 157,5 + 207,5) |
| Свыше 110 кг (супертяжёлый вес) | Василий Алексеев «Труд» РСФСР (Шахты)             | 640 кг (225 + 180 + 235)         | Станислав Батищев «Авангард» Украинская ССР (Донецк)        | 572,5 кг (202,5 + 157,5 + 212,5) | Виктор Ефремов «Спартак» Украинская ССР (Донецк)           | 557,5 кг (205 + 147,5 + 205)     |